# Die Kunst der Täuschung (Buch)
Die Kunst der Täuschung (engl. Originaltitel The Art of Deception) ist ein im englischen Original 2002 im Verlag John Wiley & Sons erschienenes Buch des Computersicherheitsberaters Kevin Mitnick über Social Engineering. Die deutsche Ausgabe ist 2003 im Verlag mitp erschienen. Das Buch beschäftigt sich mit Methoden der Informationserschleichung und der Vorbeugung gegen solche Angriffe.

## Autor

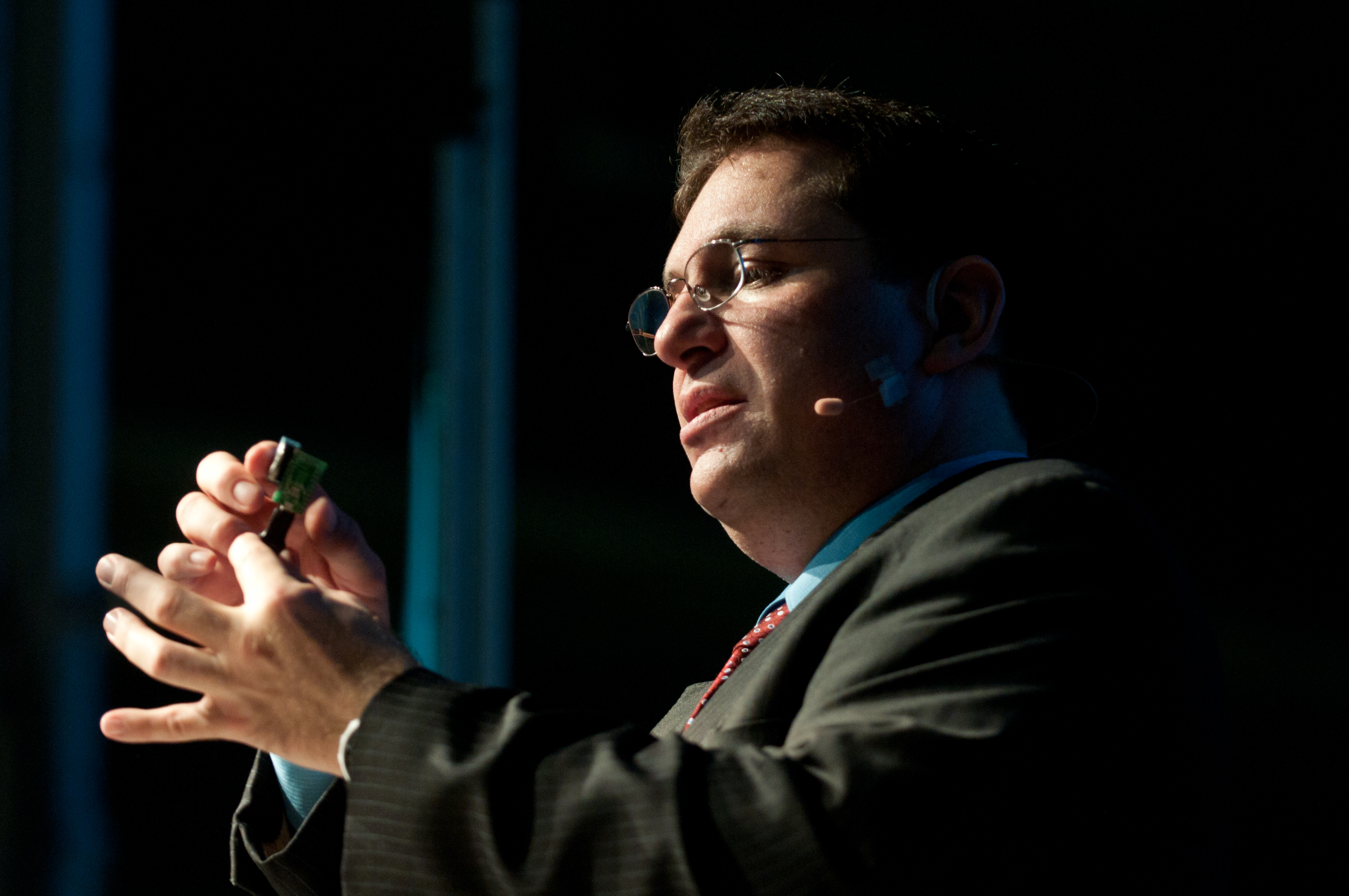
Mitnick 2010 in Mexiko-Stadt bei einem Vortrag über Social Engineering

Kevin Mitnick ist ein ehemaliger Hacker, der danach mit eigener Firma als Berater für IT-Sicherheit tätig war. Er veröffentlichte vier Bücher, von denen drei „The Art of Deception“ (2002),  „The Art of Intrusion“ (2005) und „The Art of Invisibility“ (2017) über IT-Sicherheitsprobleme aufklären.

## Gliederung
Die englische Ausgabe hat 16 Kapitel, die deutsche Ausgabe des Buchs hat 17 Kapitel, die vier Teilen zugeordnet sind:
|    | Deutsche Ausgabe         | Deutsche Ausgabe | Englische Ausgabe       | Englische Ausgabe |
|    | Teil                     | Kapitel          | Teil                    | Kapitel           |
| -- | ------------------------ | ---------------- | ----------------------- | ----------------- |
| 1. | Hinter den Kulissen      | 1                | Behind the Scenes       | 1                 |
| 2. | Die Kunst des Angreifers | 2-9              | The Art of the Attacker | 2-9               |
| 3. | Hausfriedensbruch        | 10-14            | Intruder Alert          | 10-14             |
| 4. | Schutzwälle              | 15-17            | Raising the Bar         | 15-16             |

Das siebzehnte Kapitel der deutschen Ausgabe ist in der englischen Originalausgabe das erste Kapitel des Anhangs.

## Inhalt
Ein Teil des Buches besteht aus wahren Geschichten und Beispielen, wie Social Engineering mit Hacking einhergehen kann. Fast alle der Beispiele sind ausgedacht, zeichnen aber glaubhaft die Vorgehensweise nach, die Hacker oder sogenannte Social Engineers wirklich benutzten. Die Beispielfälle zeigen auf, wie leicht ein begabter Social Engineer, oft in der Art eines Hochstaplers, viele Regeln unterlaufen kann, welche die meisten Leute für selbstverständlich und unumgehbar halten.
Beispiele
- Jemand entgeht der Bestrafung für eine Geschwindigkeitsübertretung, indem er herausfindet, wann der Polizist, der ihn angehalten und den Strafzettel geschrieben hat, nicht in der Stadt ist, um dann einen Gerichtstermin zu verlangen, der mit der Abwesenheitszeit des Polizisten übereinstimmt.
- Eine Person erlangt Zugang zum internen Computersystem einer Firma, welches durch ein täglich wechselndes Passwort geschützt wird, indem sie einen Schneesturm abwartet, sich dann als einen eingeschneiten Mitarbeiter ausgibt, der von daheim arbeiten möchte und den Telefonisten durch diese Lüge veranlasst, ihm das für diesen Tag gültige Passwort zu nennen.
- Jemand bekommt viele firmeninterne Informationen über eine neue Firma, indem er abwartet, bis der Geschäftsführer außerhalb der Stadt ist, dann die Zentrale der Firma besucht und sich als enger Freund und Geschäftspartner des Geschäftsführers ausgibt.
- Jemand gelangt in einen Bereich mit eingeschränkter Zugangsberechtigung, indem er mit einer großen Kiste voller Bücher zur Tür geht und sich auf die weit verbreitete Hilfsbereitschaft der Leute verlässt, jemandem in einer solchen Situation die Tür aufzuhalten.

Nach jedem Beispiel erläutert das Buch, wodurch die Opfer getäuscht oder zu einem ungünstigen Verhalten verführt wurden und wie man dem im wirklichen Leben und in der geschäftlichen Praxis begegnen kann.
Am Ende des Buches legt Mitnick zusammenhängend dar, wie man vorgehen und wie eine Firma ihre Prozesse planen soll, um den meisten im Buch vorgestellten Betrugsmanövern vorzubeugen.

## Bibliographische Daten
- Kevin D. Mitnick, William L. Simon: Die Kunst der Täuschung, Risikofaktor Mensch (= mitp Professional). mitp, Heidelberg 2013, ISBN 978-3-8266-9606-0 (Mit einem Vorwort von Steve Wozniak; Englische Erstausgabe: The Art of Deception. 2002, ISBN 0-471-23712-4).

## Belege
1. ↑  Kevin D. Mitnick, William L. Simon: Die Kunst der Täuschung: Risikofaktor Mensch. 1. Auflage. mitp, Bonn 2003, ISBN 3-8266-0999-9.
2. ↑  Jim Krane: Die Kunst der Täuschung. In: sueddeutsche.de. 2010, ISSN 0174-4917 (sueddeutsche.de [abgerufen am 14. Juni 2018]): „Und doch bekräftigt Mitnick: Dieses Buch handelt nicht von meinen Fällen. ‚Es sind erfundene Geschichten über die Techniken, die ich und andere benutzt haben.‘ Schließlich muss er aufpassen, dass er keine seiner Bewährungsauflagen verletzt.“